# Нідергосген
Нідергосген (нім. Niedergösgen) — громада  в Швейцарії в кантоні Золотурн, округ Госген.

## Географія
Громада розташована на відстані близько 65 км на північний схід від Берна, 39 км на північний схід від Золотурна.
Нідергосген має площу 4,3 км², з яких на 30,6% дозволяється будівництво (житлове та будівництво доріг), 26,2% використовуються в сільськогосподарських цілях, 36,8% зайнято лісами, 6,5% не є продуктивними (річки, льодовики або гори).

## Демографія
2019 року в громаді мешкало 3830 осіб (+1,8% порівняно з 2010 роком), іноземців було 29,2%. Густота населення становила 887 осіб/км².
За віковим діапазоном населення розподілялося таким чином: 20% — особи молодші 20 років, 61,1% — особи у віці 20—64 років, 18,9% — особи у віці 65 років та старші. Було 1639 помешкань (у середньому 2,3 особи в помешканні).
Із загальної кількості 1251 працюючого 35 було зайнятих в первинному секторі, 533 — в обробній промисловості, 683 — в галузі послуг.